# Christiane Pelajo
Christiane Pelajo (Rio de Janeiro, 16 de março de 1971) é uma jornalista brasileira.

## Biografia
Formada pela PUC-Rio, trabalhou na GloboNews de 1996 a 2005, apresentando as edições noturnas do jornal Em Cima da Hora e o programa Pelo Mundo. Comandou grandes coberturas, como o funeral da princesa Diana, do Reino Unido, morta em 31 de agosto de 1997 num acidente automobilístico, cuja transmissão durou mais de cinco horas, e a prisão de Saddam Hussein, ditador do Iraque, em 2003, sempre ao vivo.
Cobriu fatos como a morte do papa João Paulo II, a eleição de Bento XVI e a Copa do Mundo da França, em 1998; entrevistou candidatos à Presidência da República nas eleições de 2002, 2006, 2010 e 2014. Fez uma série de reportagens especiais em 2004, nas Olimpíadas de Atenas, Grécia.
De 2005 a 2015 apresentou o Jornal da Globo junto a William Waack. Cobriu a Copa do Mundo de 2006 para o mesmo jornal. Apresentava, também, eventualmente, aos sábados, o Jornal Nacional.
Em 2006, ancorou outra cobertura da Copa do Mundo na Alemanha, além de preparar uma série de entrevistas especiais com os jogadores da seleção. Em 2007, iniciou projeto sobre peregrinações religiosas no mundo.
Em 2015, sofreu acidente em queda de cavalo, no acidente a mídia divulgou que a jornalista teria ficado com o rosto deformado e não retornaria, o que se revelou uma farsa quando a apresentadora retornou ao Jornal da Globo. Ainda em 2015, Christiane Pelajo decidiu deixar o Jornal da Globo para encarar um novo projeto.
Pelajo apresentava na Globo News, onde iniciou a carreira, o Jornal GloboNews Edição das 16h, produzido do estúdio da emissora em São Paulo. A primeira entrevista do programa foi com o então ministro da saúde Marcelo Castro. Em fevereiro de 2017, apresentou interinamente o Estúdio i na GloboNews, e assumiu a cobertura do Oscar na Rede Globo, devido a licença médica da apresentadora titular Maria Beltrão.
Em 23 de março de 2020, durante a cobertura da Pandemia de COVID-19, Pelajo assumiu interinamente a 2ª edição do SPTV, substituindo Carlos Tramontina, afastado por estar no grupo de risco. Ela apresentou o jornal até 9 de maio, sendo substituída por Alan Severiano.
Vazou em 23 de junho de 2021, um vídeo ocorrido em 6 de abril de 2020 em que Cristiane mostra-se irritada com problemas técnicos ocorrido durante a transmissão do telejornal Edição das 16h, abandonando o estúdio em seguida.
Em julho de 2022 deixou o telejornal, passando a apresentar o programa Conexão GloboNews ao lado de Camila Bomfim e Leilane Neubarth.
No dia 4 de novembro de 2022, foi anunciada que a apresentadora pediu demissão do Grupo Globo. A Comunicação da Globo informou que a saída partiu de Christiane e que se deu por razões pessoais para que ela pudesse ter mais tempo para se dedicar à família. 
A vida é feita de movimentos e eu não consigo ficar parada. Há 26 anos, apresento jornal todos os dias. Dei inúmeros ‘bom dia’, ‘boa tarde’ e ‘boa noite’ no ar! Apresentei jornal sozinha, em dupla e até em trio! Fiz muitas reportagens especiais, das quais me orgulho imensamente! Ganhei prêmios! Viajei para vários países para participar de grandes coberturas. Gravei na França, Itália, Espanha, Alemanha, Grécia, Índia, Estados Unidos, República Dominicana, Chile e em todas as regiões brasileiras. Foram quase 3 décadas de muita paixão pelo trabalho, muita dedicação, muito suor e muita alegria. Sou super intensa em tudo o que eu faço! Me jogo mesmo! Sem medo! E me joguei com tudo nesses 26 anos de Globo e Globonews! Foi bom demais.— Christiane Pelajo, em nota.

### Vida pessoal
Foi casada, entre 2009 e 2019 , com o economista Fernando Sita. Em 2017, ganhou um casamento surpresa organizado pelas amigas, para renovação de votos.

## Filmografia
| Ano        | Nome                              | Cargo         | Emissora           |
| ---------- | --------------------------------- | ------------- | ------------------ |
| 1996-2005  | Em Cima da Hora                   | Apresentadora | GloboNews          |
| 1998-2005  | Pelo Mundo                        | Apresentadora | GloboNews          |
| 2005-2015  | Jornal da Globo                   | Apresentadora | TV Globo           |
| 2015-2021  | Jornal GloboNews - Edição das 16h | Apresentadora | GloboNews          |
| 2020       | SPTV                              | Apresentadora | TV Globo São Paulo |
| 2021-2022  | Conexão GloboNews                 | Apresentadora | GloboNews          |
| 2024-atual | Jornal Times Brasil               | Apresentadora | Times Brasil       |

## Prêmios
- 2010 -  Prêmio Comunique-se de Jornalismo -Categoria TV- Indicada[23]
- 2016 - 2º Prêmio SESCAP-PR de Jornalismo - Categoria “Reportagem para Televisão”- 1° lugar com a série "Imóveis: Reflexo da Crise", veiculada no Jornal da Globo.[24]